# Ghýmes (album)
A Ghýmes a Ghymes együttes második nagylemeze 1991-ből, amely Csehszlovákiában jelent meg. A hanglemezen többségében felvidéki és erdélyi népdalok feldolgozásai találhatóak.

## Kiadásai
- 1991 LP, CD, MC

## Dalok
1. Szerelem, szerelem Archiválva 2016. augusztus 26-i dátummal a Wayback Machine-ben (Felvidéki dudanóták) – 2:57
2. Ne járj hozzám Archiválva 2016. március 5-i dátummal a Wayback Machine-ben (18. századi diák melodárium) – 4:00
3. Tánczene Archiválva 2016. március 5-i dátummal a Wayback Machine-ben (Kőrispatak) – 3:19
4. Hojeda, hojeda Archiválva 2005. december 20-i dátummal a Wayback Machine-ben (Zoboralja) – 2:23
5. Kiöntött a Tisza vize Archiválva 2016. március 5-i dátummal a Wayback Machine-ben (Marosmenti muzsika) – 4:00
6. El kell menni Archiválva 2016. március 5-i dátummal a Wayback Machine-ben (Gömör) – 4:01
7. Gúta maga egy város Archiválva 2016. március 5-i dátummal a Wayback Machine-ben (Csallóköz) – 2:43
8. Volt nékem szeretőm Archiválva 2016. augusztus 26-i dátummal a Wayback Machine-ben (Csallóköz) – 3:31
9. Két út van előttem Archiválva 2016. március 5-i dátummal a Wayback Machine-ben (Válaszút) – 4:12
10. Seregek közt Archiválva 2005. december 20-i dátummal a Wayback Machine-ben (Tinódi Lantos Sebestyén) – 2:36
11. Megszabadultam már Archiválva 2016. augusztus 26-i dátummal a Wayback Machine-ben (Zoboraljai halottas ének) – 2:04
12. Új esztendő Archiválva 2016. március 5-i dátummal a Wayback Machine-ben (Újévi köszöntő) – 3:59

Zenei feldolgozás
- Béhr László (1-3, 5-7)
- Buják Andor (2, 4-6, 8, 9, 11)
- Szarka Gyula (1, 2, 5, 7, 8, 12)
- Szarka Tamás (1-11)

## Az együttes tagjai
- Szarka Tamás – hegedű, koboz, ének, kórus
- Szarka Gyula – bőgő, koboz, gitár, tökcitera, ének, kórus
- Buják Andor – kontra, furulya, tárogató, kórus
- Béhr László – cimbalom, ütőhangszerek, kórus
- Nagy Mihály – Esz-klarinét, tárogató, citera, tekerőlant, kórus

Közreműködött:
- Écsi Gyöngyi – ének
- Berán István – duda, töröksíp
- Mohácsi Albert – kisbőgő